# 櫛笥寺
櫛笥寺（くしげじ）は、大阪府堺市堺区櫛屋町東にある日蓮宗の寺院。山号は具足山。旧本山は京都立本寺、親師法縁。つぼ日審さんの寺とよばれ安産腹帯で知られる。
区内には由緒寺院妙国寺をはじめ付近の興覚寺や朝日寺 (堺市)、月蔵寺などの日蓮宗寺院が多数ある。

## 歴史
明応元年（1492年）創建された。寺伝では大納言櫛笥隆朝（1607年－1648年、櫛笥隆致の子）が創建というが年代が一致しない。天正14年（1586年）豊臣秀吉によって朱印寺とされる。太平洋戦争中の昭和20年（1945年）に無差別爆撃（堺大空襲）により諸堂を全焼した。戦後堺市戦災復興都市計画により車之町（現在の泉陽高校の運動場の場所）から現在地に強制移転されあわせて墓地も堺市南区鉢ヶ峯の堺市公園墓地に移転された。現在の本堂は昭和40年（1965年）庫裡とともに再建されたもの。昭和56年（1981年）立正大師日蓮700遠忌記念として本堂、庫裡を改装し大悲水子地蔵尊が安置された。

## 境内
- 本堂　二階建てRC造建築。
- 庫裡

## 支院
- 延成院、久祥院、良円坊、扇翁坊。

## 歴代

### つぼ日審さま
慶長4年（1599年）母君の梅女が男児（のちの日審）を懐妊し出産直前に亡くなった。つぼ棺に納めて寺の墓地に土葬したところ棺の中で奇跡的に出産したという。その後男児は出家し日審と号して櫛笥寺八世となり自分が奇跡的な安産であったお礼に安産守護をすると誓ったという。

## 関連資料
- 新日本製鐵株式会社堺製鐵所編『さかい 1993‐1994』新日本製鐵株式会社堺製鐵所（1994年）
- 『堺文化財特別公開春季』おいでよ堺21実行委員会（堺市観光部内）（2017年）